# Gruppe Brand (Wehrmacht)
Die Gruppe Brand war ein Großverband der Wehrmacht.

## Geschichte
Die Gruppe Brand wurde am 20. August 1939 durch den Wehrkreis I für das Armeeoberkommando 3 aufgestellt.
Die Unterstellung erfolgte auch unter das AOK 3 und die Gruppe Brand wurde dort mit der Brigade Goldap und der Brigade Lötzen für den Überfall auf Polen zusammengefasst. In der Folge nahm die Gruppe Brand am Überfall auf Polen teil.
Am 1. November 1939 wurde die Gruppe Brand gemeinsam mit der Brigade Lötzen aufgelöst und die Gruppe Brand bildete den Stab der 311. Infanterie-Division.
Kommandeur der Gruppe war Generalleutnant Albrecht Brand (1888–1969), der auch Kommandeur der 311. Infanterie-Division wurde.

## Gliederung
- Regiment Insterburg mit drei Bataillonen aus dem Stab des Landesschützen-Regiment 1 und den Landesschützen-Bataillone XIV, I und IV
- Infanterie-Regiment Königsberg mit drei Bataillonen aus dem Landesschützen-Infanterie-Regiment 152